# Titanic Town
Titanic Town è un film del 1998 diretto da Roger Michell.